# Vincent Message
Pour les articles homonymes, voir Message (homonymie).
Vincent Message est un écrivain français né en 1983 à Paris.

## Biographie
Vincent Message a fait des études de lettres et de sciences humaines à l’École normale supérieure. Après des années passées à Berlin et à New-York, il enseigne depuis 2008 la littérature comparée à l’Université Paris VIII.[réf. nécessaire]

## Romans

### Les Veilleurs
Son premier roman, Les Veilleurs, publié en août 2009 au Seuil, revisite les codes du roman policier et prend pour thème la fascination que peuvent exercer les figures de meurtriers et de fous. Pour Lire, ce roman virtuose, « mêlant polar et réflexion sur les déséquilibres de la société moderne » fait « éclater la frontière […] entre littérature dite traditionnelle et littérature de genre » L'ouvrage est récompensé par le Prix Laurent-Bonelli Virgin-Lire 2009 et l'année suivante, par le Prix littéraire de la Vocation et le Prix littéraire ENS Cachan. Le roman a aussi fait partie des dernières sélections du prix Renaudot 2009, du prix Médicis 2009 et du Prix Goncourt du premier roman 2010.

### Défaite des maîtres et possesseurs
En 2016, il publie son deuxième roman, Défaite des maîtres et possesseurs, qui est récompensé par le Prix Orange du Livre 2016, le Prix Horizon du Deuxième roman en 2018 et le Prix Maya du meilleur roman animaliste en 2019. Le roman imagine un monde dans lequel nous ne sommes plus l'espèce dominante : de nouveaux venus nous ont privés de notre domination sur le vivant et nous font connaître les sorts que nous réservions auparavant aux autres animaux. « Par petites touches, sans jamais décrire précisément le pays où se déroule le récit, ni la physionomie des créatures dominatrices, l'auteur réussit le tour de force de nous plonger dans cet univers, d'autant plus dérangeant qu'il nous est familier. » Roman de la crise écologique, jouant avec les codes de la dystopie et du conte philosophique à la Swift, Défaite des maîtres et possesseurs jette une lumière crue sur la violence de l'élevage industriel, cas emblématique de la domination que nous exerçons sur le vivant. « Parmi les nombreuses qualités de cet exercice d’anthropologie externe, retenons celle-ci : la finesse avec laquelle il duplique nos représentations politiques. Le cœur du livre retrace l’histoire de cette espèce non humaine, trop humaine. Ils débattent comme nous : doivent-ils se repentir ? Quelque chose d’aussi massif et minéral qu’un peuple peut-il changer sa manière de perdurer ? Le roman évoque parfois 1984 (le héros fonctionnaire, l’affection comme brèche dans le système), mais il est moins univoque. » (David Caviglioli, L'Obs).

### Cora dans la spirale
Son troisième roman, Cora dans la spirale, paraît en août 2019. Il fait le portrait d’une femme prise dans la tourmente de la crise économique des années 2008-2012 et en butte à la violence du monde de l’entreprise. « Avec une impressionnante maîtrise de la narration, il dessine, dans toute sa complexité, la toile qui enserre peu à peu Cora. Comment une jeune femme passionnée de photographie humaniste en arrive-t-elle à faire du marketing au 27e étage d'une tour de La Défense ? Comment une amoureuse libre se laisse-t-elle enfermer dans un quotidien minuté de jeune mère qui voit son horizon se rétrécir ? » (Sophie Joubert, L'Humanité) « Le livre avance par virages serrés et inattendus, si bien qu'arrivé à la dernière page le lecteur reprendrait volontiers l'ensemble pour le comprendre autrement. » (Virginie Bloch-Lainé, Elle) Pour Bernard Lehut, « Vincent Message signe le plus beau portrait de femme de cette rentrée littéraire, une figure de la trempe d’une Madame Bovary ou d’une Anna Karénine contemporaine ». Le roman figure dans la sélection de rentrée des Inrockuptibles, dans la sélection du prix Fnac ainsi que dans les sélections des prix Renaudot et Médicis.

## Essais
Dans son essai Romanciers pluralistes (Seuil, 2013), il se penche sur le travail de romanciers qui mettent en scène des sociétés déchirées par des conflits de valeurs. Les œuvres de Robert Musil, de Carlos Fuentes, de Thomas Pynchon, de Salman Rushdie et d’Édouard Glissant y occupent le premier plan. « Écrit d'une plume délicate et savante, puisant aussi bien dans la littérature que dans la philosophie, ce livre esquisse les contours d'une poétique pluraliste qui s'épanouit pleinement au XXe siècle » (Jean Birnbaum, Le Monde des Livres). Pour Arno Bertina, « Romanciers pluralistes est un chef-d’œuvre d'allant et de précision, mis au service de livres complexes et touffus ».

## Publications

### Romans
- Les Veilleurs, Paris, Éditions du Seuil, coll. « Cadre rouge », 2009, 630 p.  (ISBN 978-2-02-099707-2)
- Défaite des maîtres et possesseurs, Paris, Éditions du Seuil, coll. « Cadre rouge », 2015, 304 p.  (ISBN 978-2-02-130014-7)
- Cora dans la spirale, Paris, Éditions du Seuil, coll. « Cadre rouge », 2019, 464 p.  (ISBN 9782021431056)
- Les années sans soleil, Paris, Éditions du Seuil, 2022, 304p.  (ISBN 9782021495553)

### Essais
- Romanciers pluralistes, Paris, Éditions du Seuil, coll. « Le Don des langues », 2013, 496 p.  (ISBN 978-2-02-112009-7)

### Articles
- « Écrivain cherche matériaux », dans Devenirs du roman : écriture et matériaux, Inculte, 2014, 360 p., p. 19-34.  (ISBN 979-1091887281)
- « Petite préparation à une littérature démocratique », dans Revue critique de fixxion française contemporaine, n°8 : Fiction et démocratie, juin 2013.
- « Du récit de soi à l'âge du capitalisme narratif », dans Comparatismes en Sorbonne, juillet 2016.
- « Le divers à préserver et le divers à construire », dans Esprit, N°426, juillet-août 2016, pp. 95-106.
- « France Télécom : regard sur un procès hors-normes. », dans Le Monde, samedi 29 juin 2019, pp. 30-31.

### Entretiens
- « Vincent Message : "Accomplir le projet inachevé des Lumières" », Ballast,‎ 27 juin 2016 (lire en ligne).
- Entretien avec Christine Marcandier sur Défaite des maîtres et possesseurs, Diacritik, 8 janvier 2016. (lire en ligne).